# Pleyel et Cie

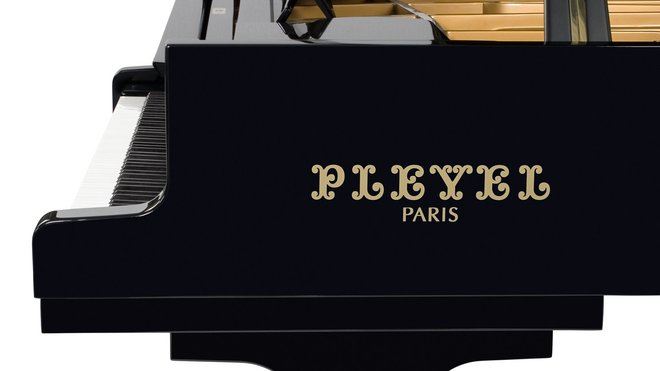

Pleyel et Cie(플레엘 앤 컴퍼니)는 1807년 작곡가 이그나스 플레엘이 설립한 프랑스 피아노 제조 회사이다. 1815년 플레엘의 아들 카밀이 비즈니스 파트너로 합류했다.
이 회사는 플레엘 피아노를 최고라고 생각한 프레데릭 쇼팽,에게 피아노를 제공했다.
플레엘 피아노는 드뷔시, 생상, 라벨, 드 팔라 및 스트라빈스키와 같은 작곡가와 피아니스트에게 선택받았다. 그리고 교사 알프레드 코르토, 필립 마누엘 및 개빈 윌리엄슨 등이 있다.
1980년대에 플레엘 회사는 프랑스에서 피아노를 제조하는 에라르드 및 Gaveau 피아노 회사를 인수했다. 2008년 공장은 유명 디자이너가 디자인 한 새로운 피아노를 선보였다. 피아노를 완전히 조립 한 후 악기는 추가로 30~40시간의 미세 조정을 받는다.
2013년 말에 회사는 프랑스에서 피아노 제조를 중단 할 것이라고 발표했다.
2009년 프레엘 피아노 모델(1830년)은 재구성되어 현재 바르샤바에 있는 쇼팽 연구소의 컬렉션에 있다. 이 사본은 2018년 9월 제 1회 시대 악기 국제 쇼팽 콩쿠르에 사용되었다.